# Самосудов, Вениамин Михайлович
Вениамин Михайлович Самосудов (25 октября 1926, с. Еланка, Сибирский край — 5 апреля 2000, Омск) — советский и российский историк, доктор исторических наук (1974), ректор Омского педагогического института (1970—1990), заслуженный деятель науки РСФСР.

## Биография
Родился 25 октября 1926 года в селе Еланке (сейчас в составе Новосибирской области). Участвовал в Великой Отечественной войне.
С 1948 по 1952 год — студент исторических факультетов МГУ и Томского университета. В 1952—1962 годах занимал должность директора в средней школе племсовхоза «Омский». В 1962 году устроился в Омский педагогический институт.
В 1970-х — 1980-х годах занимался проблемой «Деятельность партийных организаций Западной Сибири в период между революциями 1905—1917 гг.»
В начале 1990-х годов возобновил исследовательскую работу, которую начал ещё в 1960-х годах; рассматривал в ней проблемы крестьянства через призму вопросов раскрестьянивания.
Работал редактором газеты института. Выдвигался в члены Омского обкома КПСС. Секретарь парткома.

## Сочинения
- Революционное движение в Западной Сибири (1907—1917 гг.): Учеб. пособие. Омск, 1970;
- Большой террор в Омском Прииртышье (1937—1939 гг.). Омск, 1988;
- Насильственная коллективизация и противодействие крестьянства сталинскому термидору. Омск, 1991;
- Современная отечественная историография коллективизации (1980-х — середины 1990-х гг.). Омск, 1998[2].

## Награды
Награждён орденом Отечественной войны II степени, Трудового Красного Знамени и медалями.